# Kuc (jezioro)
Kuc (niem. Kutz See lub Buden See) – jezioro w Polsce, w województwie warmińsko-mazurskim, w powiecie mrągowskim, w gminie Mrągowo.

## Położenie i charakterystyka
Jezioro leży na Pojezierzu Mrągowskim, natomiast w regionalizacji przyrodniczo-leśnej – w mezoregionie Pojezierza Mrągowskiego, w dorzeczu Dejna–Guber–Łyna–Pregoła. Czasem jest zaliczane do zlewni jeziora Tałty. Znajduje się 7 km w kierunku południowo-wschodnim od Mrągowa i 0,5 km na południowy wschód od Kosewa. W pobliżu północnych brzegów przebiega droga krajowa nr 16.
Linia brzegowa rozwinięta i urozmaicona. Na terenie jeziora znajdują się cztery wyspy o łącznej powierzchni 0,8 ha, największa z nich znajduje się we wschodniej części akwenu i jest zalesiona, pozostałe trzy po zachodniej stronie. Brzegi w większości pagórkowate, gdzieniegdzie wysokie i strome. W otoczeniu znajdują się pola, łąki i pastwiska. Jezioro jest bezodpływowe. Zlewnia bezpośrednia jeziora wynosi 8,78 km², a w jej skład wchodzą głównie grunty orne (60%) i lasy (27%). Są to gleby piaszczysto-gliniaste.
Według typologii rybackiej zalicza się do jezior sielawowych.

## Morfometria
Według danych Instytutu Rybactwa Śródlądowego powierzchnia zwierciadła wody jeziora wynosi 102,0 ha (lub 98,8 ha). Średnia głębokość zbiornika wodnego to 8,0 m, a maksymalna – 28,0 m. Lustro wody znajduje się na wysokości 139,6 m n.p.m. Objętość jeziora wynosi 7949,1 tys. m³. Maksymalna długość jeziora to 1400 m, a szerokość 1150 m. Długość linii brzegowej wynosi 6800 m.
Inne dane uzyskano natomiast poprzez planimetrię jeziora na mapach w skali 1:50 000 opracowanych w Państwowym Układzie Współrzędnych 1965, zgodnie z poziomem odniesienia Kronsztadt. Otrzymana w ten sposób powierzchnia zbiornika wodnego to 95,0 ha, a wysokość bezwzględna lustra wody to 139,8 m n.p.m.
Według danych Dyrektora Mazurskiego Parku Krajobrazowego powierzchnia wynosi 101,99 ha.

## Przyroda
W skład rybostanu wchodzi m.in. sieja. Jezioro średnio zarośnięte. Wśród roślinności przybrzeżnej dominuje trzcina pospolita i oczeret jeziorny. Wśród bogatej roślinności zanurzonej, szczególnie obfitej na północnym zachodzie, przeważają jaskier, moczarka i ramienice, a także rogatek sztywny i rdestnica połyskująca.
Zgodnie z badaniem z 2011 stan ekologiczny wód, jak i stan chemiczny wód określono jako dobry, co oznacza II klasę jakości. W 2007 akwenowi przyznano I klasę czystości, natomiast w 1984 była to II klasa.
Jezioro leży na terenie obszaru Natura 2000: PLB280008 Puszcza Piska, a także Mazurskiego Parku Krajobrazowego. W jego ramach leży na obszarze strefy IE23, która została wyodrębniona ze względu czystość wody, a także na występowanie żółwia błotnego oraz żerowisk orlika, bielika, kormorana i bociana czarnego.